# Olha Valerijivna Szaladuha
Olha Valerijivna Szaladuha (ukránul: Ольга Валеріївна Саладуха, oroszul: Ольга Валерьевна Саладуха [Olga Valerjevna Szaladuha]; Doneck, 1983. június 4. –) világ- és Európa-bajnok ukrán atléta, hármasugró.

## Pályafutása
Az 1999-es ifjúsági világbajnokságon kilencedik, majd a 2002-es junior világbajnokságon ötödik lett.
2005-ben ezüstérmes, majd 2007-ben aranyérmes volt az Universiadén. 2008-ban vett részt első alkalommal az olimpiai játékokon. Pekingben döntőig jutott, ahol 14,70-dal a kilencedik helyen végzett.
2010-ben első ukránként győzött az Európa-bajnokságon. 2011. június 4-én ugrotta jelenlegi legjobbját, 14,98-ot. Három hónappal később, a tegui világbajnokságon érte el eddigi pályafutása legkimagaslóbb sikerét. Szaladuha már az első körben megugrotta a végül győzelmet érő 14,94-ot, és lett - Inesza Kravec után -  a hármasugrás második ukrán világbajnoka.

## Egyéni legjobbjai
| Versenyszám | Eredmény    | Szélsebesség | Helyszín       | Dátum             |
| Szabadtér   | Szabadtér   | Szabadtér    | Szabadtér      | Szabadtér         |
| ----------- | ----------- | ------------ | -------------- | ----------------- |
| Távolugrás  | 6,37 méter  | -0,7 m/s     | Rio de Janeiro | 2006. május 14.   |
| Hármasugrás | 14,99 méter |              | Helsinki       | 2012. június 29.  |
| Fedett      |             |              |                |                   |
| Távolugrás  | 6,31 méter  | –            | Szumi          | 2006. február 22. |
| Hármasugrás | 14,88 méter | –            | Göteborg       | 2013. június 29.  |